# Луций Валерий Потит (консул 449 года до н. э.)
Лу́ций Вале́рий Поти́т (лат. Lucius Valerius Potitus; родился, по одной из версий, около 480 года до н. э. — умер после 444 года до н. э.) — римский политический деятель, консул 449 года до н. э. Вместе с Марком Горацием Барбатом он восстановил Республику, свергнув децемвиров.

## Происхождение
Луций Валерий принадлежал к одному из самых знатных патрицианских родов Рима. Легендарный прародитель Валериев был сабинянином и переселился в Рим вместе с соправителем Ромула Титом Тацием. Его потомок Публий Валерий Публикола стал одним из основателей Римской республики и консулом в первый год её существования (509 до н. э.), в дальнейшем Валерии регулярно появлялись в Капитолийских фастах. На письме представители этого рода именовались Валезиями, пока в конце IV века до н. э. Аппий Клавдий Цек не провёл модернизацию латинского языка, приведя нормы письменного языка в соответствие с живой речью.
Луций был сыном Публия Валерия Публиколы, дважды консула (в 475 и 460 годах до н. э.), и внуком основателя Республики.

## Биография
Согласно античной традиции, Луций Валерий совместно с Марком Горацием Барбатом восстановил Республику, свергнув тираническую власть децемвиров. Здесь прослеживается явная параллель с Публием Публиколой, который сверг последнего царя совместно с ещё одним Горацием. У некоторых законов, приписываемых Потиту и Барбату, есть аналоги как в более ранние времена (509 год до н. э.), так и в более поздние (287 год до н. э.). В связи с этим исследователи критично относятся к информации о Луции Валерии, содержащейся в античных текстах.
Согласно Дионисию Галикарнасскому и Титу Ливию, в 449 году до н. э. Луций Валерий стал первым, кто заявил в сенате протест против фактического захвата власти второй коллегией децемвиров. После этого ему пришлось содержать вооружённый отряд для своей охраны. Позже он вместе с Марком Горацием Барбатом поддержал народное возмущение, ставшее следствием гибели Вергинии. Поэтому, когда восставшие плебеи заняли Авентин, они потребовали, чтобы для переговоров им прислали Валерия и Горация, и встретили их с восторгом «как несомненных освободителей».
Валерий и Гораций смогли отклонить требование плебеев о выдаче им децемвиров для сожжения заживо. Остальные условия о восстановлении власти трибунов и амнистии для участников восстания были приняты ими от лица сената; так произошло примирение между плебсом и патрициями. Согласно постановлению народного собрания, были проведены консульские выборы, на которых победили Луций Валерий и Марк Гораций. Источники характеризуют этих консулов как первых, кто действовал в интересах плебса. Так, им приписываются законы об обязательности решения народного собрания для всего народа, о запрете избрания должностных лиц без права обжалования их действий, закон, охраняющий неприкосновенность народных трибунов, эдилов и судей (человек, причинивший какой-либо вред этим должностным лицам, обрекался в жертву Юпитеру, а его имущество подлежало конфискации).
Валерий разбил вольсков и эквов, в то время как Гораций разбил сабинян. Сенат отказал консулам в триумфе. Тогда триумф был присуждён им решением народного собрания (это был первый случай такого рода).
Позже Луций Валерий занимал должность квестора (446 год до н. э.). В последний раз он упоминается в источниках в связи с событиями 444 года до н. э. Тогда он оказался в числе немногих сенаторов, которые в очередном конфликте между патрициатом и плебсом встали на сторону последнего.